# کوروچین
کوروچین (به لاتین: Korochin) یک منطقهٔ مسکونی در روسیه است که در استان آستراخان واقع شده‌است.